# Jeanne Deroubaix
Jeanne Deroubaix (Brussel, 15 februari 1927) is een Belgische mezzosopraan. Zij studeerde in Brussel. Aanvankelijk specialiseerde zij zich in oude muziek en trad tussen 1947 en 1953 op met het Brussels gezelschap Pro Musica Antiqua (Opgericht door Safford Cape). Met dit ensemble gaf zij optredens in Duitsland, Italië en Spanje. Ook zong zij op de première van de cantate ‘Threni’ van Stravinsky in Venetië in 1958.

## Carrière
Deroubaix is geboren in Brussel waar ze ook studeerde. Tussen 1947 en 1953 trad ze op in het vocaal ensemble voor oude muziek Pro Musica Antiqua (Opgericht door Safford Cape). Ze was vooral actief als recitalist en oratoriumzangeres.
In 1957 werd ze benoemd tot professor 'Stem' aan Musikhochschule Detmold. Jeanne Deroubaix specialiseerde zich in barokmuziek en tegelijkertijd zong ze moderne muziek. In 1958 werkte zij mee aan de wereldpremière van de cantate ‘Threni’ van Stravinsky in Venetië.
Jeanne Deroubaix was vanaf 1957 docente aan de Musikhochschule van Detmold. Zij deed zelden mee met opera optredens. In 1960 zong ze in de Muntschouwburg (Brussel) de Messaggera en Una Nimfa in ‘L’Orfeo’ van Monteverdi.
Ze trad op in het concert 'The Proms' in de Royal Albert Hall op 3 september 1968 waar ze Le Marteau sans maître van Pierre Boulez heeft gezongen onder leiding van de componist.
Enkele werken zijn op de grammofoonplaten vastgelegd
- liederen van Johannes Brahms (Decca)
- altpartij in ‘Missa Solemnis’ van Beethoven (CR)
- ‘L’Orfeo’ van Monteverdi (DGG)
- ‘Le Marteau sans Maître’ (onder leiding van de componist Boulez zelf) (Harmonia Mundi).

- Bibliothèque nationale de France: cb14014162q (data)
- CiNii: DA15817637
- Gemeinsame Normdatei: 135049946
- International Standard Name Identifier: 0000 0001 1490 3735
- Library of Congress Control Number: no91014666
- MusicBrainz: 6c32113b-8dd9-4624-aed7-e3411f0231da
- Nationale Bibliotheek van Tsjechië: mzk2009512220
- Nationale Bibliotheek van Polen: a0000002612128
- Système universitaire de documentation: 157335143
- Virtual International Authority File: 38938655
- WorldCat: E39PBJr837H93Jd7jP6jGX6VG3